# Čabalovce
Čabalovce este o comună slovacă, aflată în districtul Medzilaborce din regiunea Prešov. Localitatea se află la altitudinea de 383 m deasupra n.m., se întinde pe o suprafață de 21,4 km2 și în 2017 număra 349 de locuitori.

## Istoric
Localitatea Čabalovce este atestată documentar din 1494.

## Demografie
| An:                | 1994 | 2004    | 2014   | 2024    |
| ------------------ | ---- | ------- | ------ | ------- |
| Număr de persoane: | 308  | 360     | 368    | 328     |
| Diferență:         |      | +16,88% | +2,22% | −10,86% |

| An:                | 2023 | 2024   |
| ------------------ | ---- | ------ |
| Număr de persoane: | 330  | 328    |
| Diferență:         |      | −0,60% |